# WORLD CONQUEROR 3D
WORD CONQUEROR 3Dは、アークシステムワークスが作成しニンテンドー3DS(New 3DS)で発売されている戦略ゲームである。プレイできる人数は1人。対応言語は日本語のみ。2013年12月18日ニンテンドーeショップで発売。